# Jacaranda jasminoides
Jacaranda jasminoides es una especie de bignoniácea arbórea del género Jacaranda, familia Bignoniaceae.
Es nativa del nordeste y sudeste de Brasil.

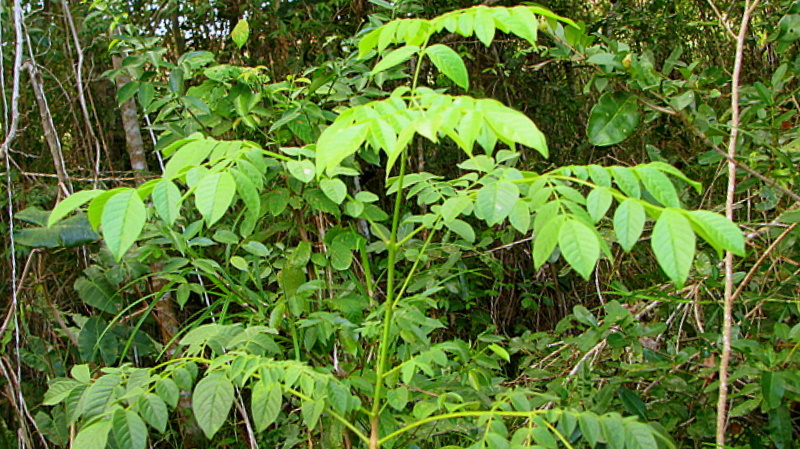
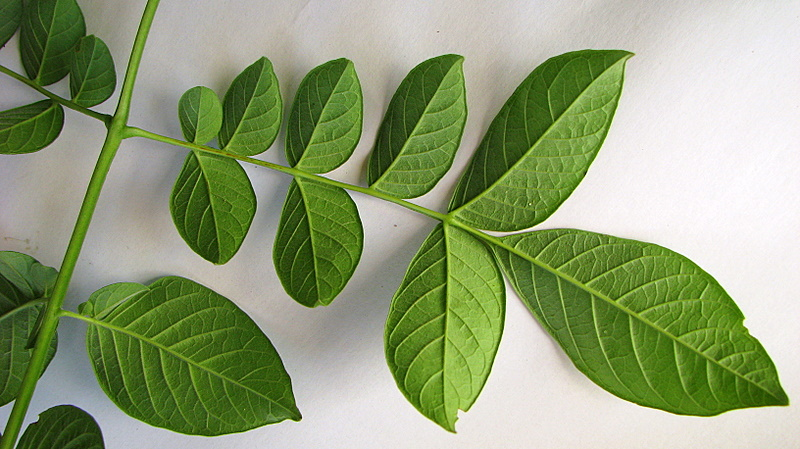
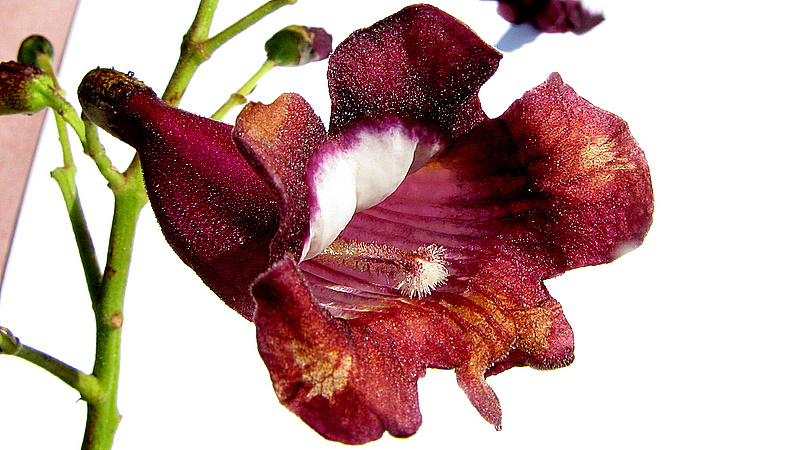
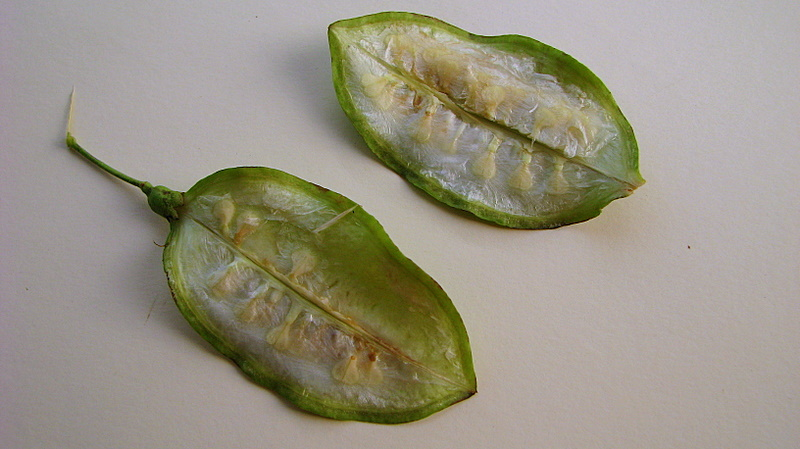
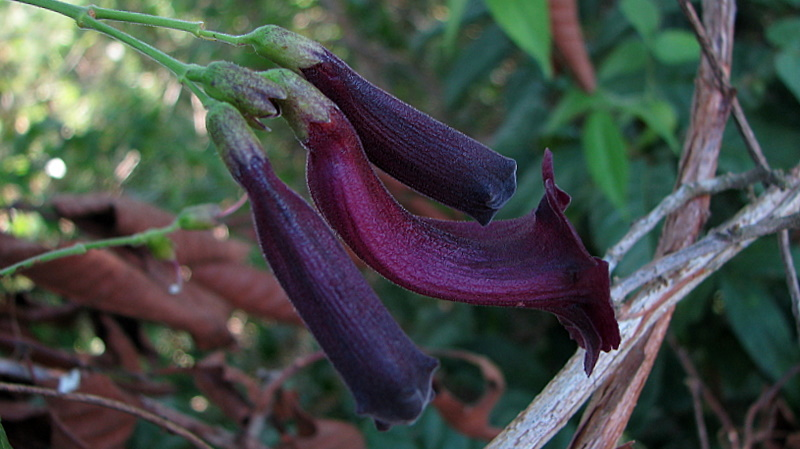